# Liliane Dévieux-Dehoux
Pour les articles homonymes, voir Dehoux.
Liliane Dévieux-Dehoux, née le 29 décembre 1942 à Port-au-Prince et morte le 7 janvier 2020 à Montréal, est une écrivaine, poétesse et journaliste haïtienne.
De formation littéraire et journaliste, Liliane Devieux-Dehoux passe sa vie au Québec.
En 1977, elle obtient le Prix littéraire des Caraïbes pour L'Amour, oui. La Mort, non, paru l'année précédente en 1976.
Au cours de sa carrière, elle est journaliste dans plusieurs revues littéraires francophones. Elle collabore à Radio Canada à partir de 1976, animant une émission littéraire.
Liliane Devieux-Dehoux est également chercheuse à l'université de Montréal à partir de 1982.

## Œuvres
- L'Amour, oui. La Mort, non, éditions Naaman, Sherbrooke, Québec, 1976.